# Hayri Duman
Hayri Duman ( 1959 ) es un botánico, profesor turco. Ha realizado numerosas identificaciones y clasificaciones de nuevas especies (más de 70), las que publica habitualmente ne : Ot Sist. Bot. Dergisi; Turkish J. Bot.; Notes Roy. Bot. Gard. Edinburgh; Bot. J. Linn. Soc. 
Ha trabajado académicamente en la Universidad de Hacettepe, en Ankara.

## Honores

### Eponimia
- (Asteraceae) Centaurea dumanii (Dinç, A.Duran & Bilgili) Dinç & Doğu[1]

- (Boraginaceae) Nonea dumanii Bilgili & Selvi[2]

- (Brassicaceae) Aethionema dumanii Vural & Adıgüzel[3]

- (Caryophyllaceae) Silene dumanii Kandemir, G.E.Genç & İ.Genç[4]

- (Fabaceae) Astragalus dumanii Ekici & Aytaç[5]

- (Scrophulariaceae) Linaria dumanii A.Duran & Menemen[6]

- La abreviatura «H.Duman» se emplea para indicar a Hayri Duman como autoridad en la descripción y clasificación científica de los vegetales.[7]